# Artur Bylandt-Rheidt
Arthur Bylandt-Rheidt (3. února 1854 Praha – 6. července 1915 Baden) byl rakousko-uherský, respektive předlitavský státní úředník a politik, na přelomu 19. a 20. století ministr vlád Předlitavska.

## Biografie
Jeho otcem byl rakousko-uherský ministr války Artur Maximilian von Bylandt-Rheidt. Vystudoval práva ve Vídni a působil pak na místodržitelství v Brně. Od roku 1878 pracoval na ministerstvu kultu a vyučování, od roku 1879 na ministerstvu vnitra. Roku 1881 se stal tajemníkem místodržitelství v Brně. Od roku 1892 zastával post dvorního rady na ministerstvu kultu a vyučování, kde vedl odbor základních škol, později odborných technických škol a kde se roku 1897 stal sekčním šéfem.
Vrchol jeho politické kariéry nastal na přelomu 19. a 20. století, kdy byl třikrát ministrem předlitavské vlády. Nejprve za první vlády Paula Gautsche, v níž se stal ministrem zemědělství Předlitavska. Funkci zastával v období 30. listopadu 1897 – 5. března 1898. V následné vládě Franze Thuna působil od 5. března 1898 do 2. října 1899 jako předlitavský ministr kultu a vyučování. Do vlády se vrátil ještě o několik let později, kdy v druhé vládě Paula Gautsche byl ministrem vnitra Předlitavska (v období 1. ledna 1905 – 1. května 1906). Ve funkci ministra kultu a vyučování musel řešit rostoucí česko-německou konfrontaci na vysokých školách a v roce 1899 nechal rozdělením techniky v Brně zřídit českou technickou vysokou školu v Brně (dnešní Vysoké učení technické v Brně). Politicky byl orientován konzervativně. Po odchodu z vlády byl roku 1900 jmenován dědičným členem Panské sněmovny. Profesně působil jako předseda senátu správního soudu. V letech 1902–1904 zastával post místodržitele Horních Rakous. V době návratu do vlády jako ministr vnitra musel řešit opětovné česko-německé napětí a obstrukce v českém zemském sněmu. Byl stoupencem zavedení všeobecného volebního práva.
V roce 1883 se oženil s hraběnkou Františkou Saint-Genois d’Anneaucourt (1854–1929), přezdívanou Fanny. Měli spolu syna a dvě dcery.